# Ángel Hubac
Abel Ángel Hubac
(Francia, febrero de 1780 - San Nicolás de los Arroyos, 13 de febrero de 1820) fue un marino argentino de origen francés, de notable actuación en la guerra de independencia argentina y en las primeras guerras civiles argentinas.

## Las invasiones inglesas
Desde joven fue marino, y arribó al Virreinato del Río de la Plata poco antes de las invasiones inglesas.
En mayo de 1805, Hipólito Mordeille, capitán de la corbeta Dromedario (alias Reina Luisa) , recibió en Montevideo patente de corso para operar contra los buques de bandera inglesa y tras cerrar contrato en junio con su tripulación, de la que formaba parte como su segundo el maltés Juan Bautista Azopardo y Ángel Hubac, se hizo a la mar ese mismo mes. 
Ocupado Buenos Aires en 1806, Hipólito Mordeille y sus 73 tripulantes forman lo que la junta de Guerra de Montevideo llamó "Infantería de Marina". Embarcados en Montevideo junto a la flota de Juan Gutiérrez de la Concha, encabezaron la formación que burló el bloqueo de Popham y se sumaron a las tropas de Santiago de Liniers. Habiéndose abierto Azopardo con su propio corsario, la Mosca de Buenos Aires, el segundo de Mordeille era en ese momento Juan Bautista Raymond, y Ángel Hubac era ya el siguiente en el mando.
Las fuerzas de Mordeille fueron junto a los Miñones las primeras en llegar al pie del fuerte en el confuso final de la reconquista.
Hubac recibió el rango de alférez urbano y participó de la defensa de Montevideo en 1807, en la cual murió Mordeille.

## La guerra de independencia en el Río de la Plata

### Primera escuadra
Fue el primer oficial enrolado para la flota de guerra contra los realistas poco después de la Revolución de Mayo. Los oficiales de la flota real habían quedado en el apostadero de Montevideo, firmemente realista. Tenía a sus órdenes una pequeña balandra, la Americana, con la que sirvió en misiones de espionaje sobre las ciudades de Colonia y Montevideo, y operaba en corso otra con Hipólito Bouchard, el "Bote Corsario", posiblemente el primer corsario del gobierno revolucionario.
En 1811 se unió con su balandra en la primera escuadra argentina, formada por tres barcos pequeños, que al mando de Juan Bautista Azopardo intentó hacer frente al poder naval de los realistas de Montevideo. El 2 de marzo de 1811, luchó en el combate de San Nicolás, bautismo de fuego de la Marina Argentina. Tras la derrota Azopardo y él fueron capturados, y salvó su vida por poco. El otro comandante, Hipólito Bouchard, logró evadir el ataque realista. Hubac fue el primero en abrir fuego, por lo que es el primer marino al servicio de Argentina en disparar contra un enemigo.
Se escapó de su prisión en Montevideo a fines de 1811. 

### Defensa de Buenos Aires
El 19 de agosto de 1811 dirigía uno de los pequeños buques que al mando de Bouchard mantuvieron en balizas exteriores a la flota que al mando del capitán de navío Juan Ángel de Michelena efectuaba el segundo bombardeo de Buenos Aires.
Tenía el mando de la goleta Nuestra Señora del Carmen, la antigua Dromedario.
En la Gazeta, el Dr. Pedro José Agrelo escribía:

"Aún se hallaba a la una del día a una distancia considerable fuera del tiro de nuestros buques, y ya principió un cañoneo desesperado contra el río, donde inmensidad de gentes estaban siendo espectadores de su ridículo combate. Nuestros marineros en los palos les contestaban con tiros de pistola con pólvora, acompañando una griteria que cubría de vergüenza a cuantos españoles sensatos presenciaban aquella escena, la más humillante que habrá tenido la marina española en todas las repetidas veces, que su cobardía le ha acarreado la pifia hasta de las mujeres. El bergantín Belén y demás buques grandes, donde probablemente vendrían los delicados oficiales de marina, se colocaron a una distancia en que no pudiesen alcanzarles nuestros fuegos, pero ni ofender ellos a nuestros buques. Sólo un falucho y una cañonera se aproximaron algo más, como para explorar el calibre de nuestra artillería, y si podría la suya ofender sin que les alcanzasen. Mas luego que recibieron uno o dos balazos, por lo que se observó, se retiraron a acompañar y seguir el fuego de la capitana contra los surubíes y pejerreyes del río."

Y cerraba con similar ironía: "Es una verdad innegable que el fuego fue incesante y sostenido por cinco horas consecutivas contra estos pacíficos animales".
No se sabe con precisión a qué se dedicó los dos años siguientes, o al menos hasta la victoria del coronel José de San Martín en el combate de San Lorenzo, que significó el fin de la ofensiva de la flota realista montevideana sobre el río Paraná.

### Campaña de 1814
En la nueva escuadra puesta en operaciones en febrero de 1814 al mando del coronel Guillermo Brown, Hubac quedó como segundo al mando en la sumaca Santísima Trinidad, comandada por Tomás Nother.
Tras el Combate de Martín García, primera acción de la campaña contra Montevideo, la escuadrilla realista al mando de Jacinto de Romarate se refugió en el Río Uruguay. Guillermo Brown envió una división al mando de Nother que remontó el Uruguay y atacó a Romarate en Arroyo de la China el 28 de marzo de 1814. El fuego español se concentró en la Santísima Trinidad provocando una docena de bajas, incluido su comandante, haciéndose cargo Hubac del mando. 
Combatió a órdenes de Brown en la combate naval del Buceo, en mayo de 1814, que causó la caída de ese bastión realista. 
Fue Hubac quien recibió — el 22 de julio de 1814 — la rendición definitiva de la flota española del Río de la Plata, la escuadra de Romarate, y tuvo el honor de escoltarla a Buenos Aires. 
Fue el jefe de la guarnición naval de Montevideo, prácticamente desmantelada, hasta que la ciudad pasó a manos de los federales de José Artigas. Como Brown se negara a participar de la guerra civil, quedó al mando de la flota fluvial de Buenos Aires.

## Guerras civiles
En 1815 dejó el mando de la marina de Buenos Aires en manos del coronel Matías de Irigoyen   para hacerse cargo de la jefatura naval de la expedición a Santa Fe, que quedó trunca por la revolución de Fontezuelas.
En 1816 retomó el comando en jefe de la escuadra.
En septiembre de 1818 comandó la flota porteña  en la guerra contra Santa Fe. Si bien pudo transportar al ejército del coronel Viamonte hasta Santa Fe y a Eusebio Hereñú a Paraná, pronto debió embarcarlos de nuevo, regresando derrotados a San Nicolás. Trató de bloquear el puerto de  La Bajada, pero pronto convenció al general Balcarce que ese pobre puerto no merecía el riesgo que estaba corriendo su flota de ser abordada por sorpresa por los federales de Campbell – comandante de la flota federal – y se retiró.
El penúltimo día de 1819 fue ascendido al grado de coronel, cuando ya el Director Supremo Rondeau se dirigía a enfrentar a los federales de Estanislao López y Francisco Ramírez. En los primeros días de enero, bloqueó el puerto de Santa Fe. Pocos días después de la batalla de Cepeda, fue atacado — en un intento de tomarlo por sorpresa, con barcazas, ya que Campbell quería capturar la flota unitaria — por el jefe federal Campbell, y su barco fue abordado en las bocas del río Colastiné. Si bien las tropas al mando de Hubac fueron vencedoras y pudieron trasladar a los derrotados de Cepeda a la capital, Hubac fue gravemente herido en la defensa de su buque.
Murió el 13 de febrero de 1820 en la cubierta de su barco, anclado frente a San Nicolás de los Arroyos. Fue sucedido al mando de la flota de Buenos Aires por José Matías Zapiola, el amigo de San Martín.